# Runder Tisch der Religionen in Stuttgart
Der Runde Tisch der Religionen in Stuttgart war eine Einrichtung der baden-württembergischen Landeshauptstadt Stuttgart, die unter anderem als Beispielprojekt für andere Kommunen bekannt wurde. Auf Initiative von Oberbürgermeister Wolfgang Schuster und unter Mitwirkung von Franz Brendle, der bereits mit dem Runden Tisch der Religionen in Deutschland auf Bundesebene Erfahrung gesammelt hatte, wurde der Runde Tisch im Jahr 2003 ins Leben gerufen. Er repräsentierte sieben Stuttgarter Religionsgemeinschaften. Vertreten waren neben den beiden großen christlichen Kirchen zwei muslimische Gemeinschaften (die Türkisch-Islamische Union der Anstalt für Religion (DITIB) und die bosnisch-islamische Gemeinschaft), die Israelitische Religionsgemeinschaft Württembergs, die Bahai-Gemeinde und das Buddha-Haus Stuttgart. Das Gremium diente der Förderung des Dialogs der Religionen und wurde von insgesamt 25 Religionsgemeinschaften unterstützt. Im Januar 2005 leitete der Religionswissenschafter Michael Blume auf Einladung der Bahai-Gemeinde im Stuttgarter Rathaus eine Podiumsdiskussion mit den Mitgliedern des Rates der Religionen, in der sie ihre Arbeit einer breiteren Öffentlichkeit präsentierten.
Unter dem Oberbürgermeister Fritz Kuhn konstituierte sich im Oktober 2015 als Nachfolgeinstitution ein Rat der Religionen Stuttgart, dessen Sitzungen dreimal jährlich stattfinden.